# Nagy Ferenc (polgármester)
Igriczi Nagy Ferenc (Igrici, 1880. január 7. – Pétfürdő, 1937. február 15.) jogász, Miskolc polgármestere, főispánja Károlyi Mihály kormányának tárca nélküli közélelmezési minisztere.

## Élete
Nagy Ferenc Igriciben született, ahol az apja községi jegyző volt. Középiskolai tanulmányait Miskolcon, a református főgimnáziumban végezte. Jogi tanulmányokat folytatott Budapesten a Kir. M. Pázmány Péter Tudományegyetemen, ahol 1903-ban szerzett diplomát. Végzése után, 1903-tól aljegyző, 1905-től főjegyző volt Miskolcon, 1906–1907 között pedig a „Miskolci Napló” című napilap munkatársa is volt.
Szentpáli István polgármesteri megbízatása 1912-ben lejárt, és ekkor Nagy Ferencet választották meg utódjának. Az 1912. április 30-án elhangzott ötven oldalas programbeszédében a következőket mondta: „Mint polgármester felemelkedem minden pártpolitikán és kizárólag városi politikát fogok csinálni, a város javát, a polgárság egyetemes érdekeit fogom keresni a politikában is. A politikai meggyőződés az egyéni érzelem, a lelkiismereti szabadság kérdése, a melyet nem szabad érinteni a polgármesternél sem.” Ezzel visszautalt Szentpáli nézeteire is, aki szintén hasonló elveket vallott.
Nagy Ferenc nagyon nehéz időben lépett hivatalba, a háborús évek gondjai, megpróbáltatásai lassan beszivárogtak a város életébe. Az első év ettől függetlenül rendkívül produktív volt. Komolyan foglalkoztak a Sajó hajózhatósági kérdéseivel (ami egyébként sohasem valósult meg), a városi köztemető létesítésével, de a polgármester a város építészeti arculatának alakítását tekintette fontos feladatának. A Népkert melletti részeken telkeket parcelláztak családi házas övezet kialakítására (az építkezéseket 1914-ben állították le a háború kitörésekor). Felépült a Vas- és fémipari szakiskola, szövőgyár, palagyár, téglagyár építése kezdődött el. A bolgár kertészek számára a Sajó térségében vásároltak területeket. Az addig részvénytársasági keretek között működő Színházat átvette és finanszírozta a város, 1913-ban pedig a Múzeum is városi kezelésbe került. Kiemelendő a csatorna és a vízvezeték-hálózat bővítése, az út- és járdaépítés, egy Szinva-híd megvalósítása.
A háborús frontokról egyre nagyobb számban érkeztek a sebesültek, Nagy Ferenc gyors ütemben átállította a város szervezetét az újszerű feladatok ellátására. Létrehoztak egy barakk-kórházat. A tábor egy másik részében a fertőző betegeket különítették el, a megközelíthetőség megkönnyítésére lóvontatású vasutat építettek ki a Tiszai pályaudvartól. A hadirokkantak, hadiárvák és hadiözvegyek, a nincstelenek számának növekedése miatt három népkonyhát és három gyermekotthont működtettek. Létrehozták a Városi Közélelmezési Vállalatot, a Kenyérgyárat, a Húsüzemet és a Tejüzemet. A polgármester szociális munkája elismerést váltott ki országszerte és példává vált. Így vált belőle 1917-ben városi főispán, majd a budapesti Országos Közélelmezési Hivatal elnöke lett. Időközben a Polgári Radikális Párthoz csatlakozott. 1918. október 31-én a Károlyi Mihály-kormány tárca nélküli közélelmezési minisztere lett. 1919 tavaszán visszavonult mátraverebélyi birtokára. 1937. február 15-én Pétfürdőn, életének 58., házasságának 33. évében. Szülőfalujában, Igriciben temették el 1937. február 17-én délután a református egyház szertartása szerint. Neje Csorba Ilona volt.

## Fontosabb művei
- Az új városi törvény. Budapest, 1907.
- A magyar városi jog. Budapest, 1912.
- Emberi és társadalmi problémák. Budapest, 1928.